# Фурланис, Карло
Ка́рло Фурла́нис (итал. Carlo Furlanis; 1 марта 1939 или 10 марта 1939, Конкордия-Саджиттария, Венеция — 2 июля 2013, Пеша, Тоскана) — итальянский футболист, играл на позиции правого защитника.

## Биография

### Игровая карьера
Фурланис начинал карьеру в клубе «Портогруаро», в котором отыграл два сезона. В 1960 году перешёл в «Болонью», в котором отыграл девять сезонов. В составе «красно-синих» он стал чемпионом страны в 1964 году, сыграв в общей сложности за «Болонью» 235 матчей и в течение долгого времени был основным защитником команды. Со временем он потерял место в стартовом составе из-за конкуренции с Тацио Роверси.
В 1969 году перешёл в «Бари», в котором сыграл 40 матчей и не отметился забитыми мячами. Последним клубом в карьере для него стал «Эмполи», в котором он отыграл один сезон.

### Смерть
Скончался 2 июля 2013 года в возрасте 74 лет.